# Laura Pastor Collado
Laura Pastor Collado   (Cantavella, 1934 - València, 11 de setembre de 2019) fou una política valenciana, dirigent del Partit Carlí del País Valencià.
Es va llicenciar en Filosofia i Lletres (branca d'Història) en la Universitat de València. Fou becària del Consell Superior d'Investigacions Científiques i de l'Institut Benedetto Croce de Nàpols.
El 1975 va ser detinguda en una reunió clandestina de la Taula Democràtica del País Valencià, sent membre integrant dels 10 d'Alaquàs, que s'havien reunit per constituir el Consell Democràtic del País Valencià, que tenia la voluntat de ser el preludi de la Generalitat Valenciana. Laura Pastor era l'única dona pertanyent al grup.
Va intervenir com oradora per dissertar sobre "La revolució cultural" en l'acte organitzat pels partits carlins de Catalunya, del País Valencià i de les Illes Balears a Sant Miquel de Cuixà el 27 de juny de 1976, que va ser presidit per Carles Hug de Borbó i Parma.
Va participar en la trobada unitària de l'oposició democràtica del 4 de setembre de 1976, formant part de la Mesa en representació de la Taula de Forces Polítiques i Sindicals del País Valencià.
En les eleccions constituents de 1977, donat el bloqueig del Govern a la legalització del Partit Carlí, va ser organitzada una agrupació d'electors a la província de Castelló, Electors Carlins del País Valencià, que va aconseguir 2.252 vots (0,95%). La candidatura va ser encapçalada per Laura Pastor.
A l'assemblea congressual que el Partit Carlí va celebrar el 1977 fou la responsable de Cultura. Amb motiu del IV Congrés Federal del Partit Carlí, que tingué lloc el 1978, va ser elegida secretària de Cultura de la seua Executiva Federal.
Va morir a la ciutat de València l'11 de setembre de 2019. El 9 d'octubre de 2019, Dia Nacional del País Valencià, va rebre a títol pòstum l'Alta Distinció de la Generalitat Valenciana, com a "exemple de la lluita democràtica i dels drets del poble valencià, així com un referent en la lluita per l'autonomia i feminista".